# Tayeb Belaïz
Tayeb Belaïz est un homme politique et juge algérien né le 21 août 1948 à Maghnia et mort le 13 mai 2023 à Oran.

## Biographie
Tayeb Belaiz est né dans la ville de Maghnia (wilaya de Tlemcen).
Il fait ses études dans la ville et entre à l'Université d'Oran où il obtient une licence en droit. Après cette formation, il occupe différentes fonctions au sein des services extérieurs du ministère de l'Intérieur. Puis il quitte les services pour occuper un poste de magistrat, fonction qu'il a exercée pendant plus de vingt-cinq ans. Il a notamment été président de la cour d’Oran, président de la cour de Sidi-Bel-Abbès, et enfin de conseiller à la Cour Suprême.
En 1999, il devient membre de la Commission nationale de la réforme de la justice. Mise en place par le président Abdelaziz Bouteflika, cette commission réunissait des experts, des cadres supérieurs de l'État, des magistrats et des universitaires.
En 2002, il est nommé ministre de l'Emploi et de la Solidarité nationale. En 2003, il occupe le poste de ministre de la Justice.
En mars 2012, il est nommé président du Conseil constitutionnel. Le 11 septembre 2013, il quitte cette fonction quand il est nommé ministre de l'Intérieur et des Collectivités locales à la suite d'un remaniement ministériel, remplaçant ainsi Dahou Ould Kablia.
Le 10 février 2019, Abdelaziz Bouteflika le nomme une nouvelle fois à la tête du Conseil constitutionnel. Il remplace ainsi Mourad Medelci mort en janvier 2019. Il démissionne le 16 avril suivant au moment des manifestations du Hirak. Kamel Fenniche lui succède.
Il est mort le 13 mai 2023 à Oran.